# Ljudevit Vukotinović
Ludevit Vukotinović (eredetileg Farkas) (Zágráb, 1815. január 13. – Zágráb, 1893. március 17.) horvát államférfi és botanikus. Botanikai szakmunkákban nevének rövidítése: „Vuk.”.

## Élete

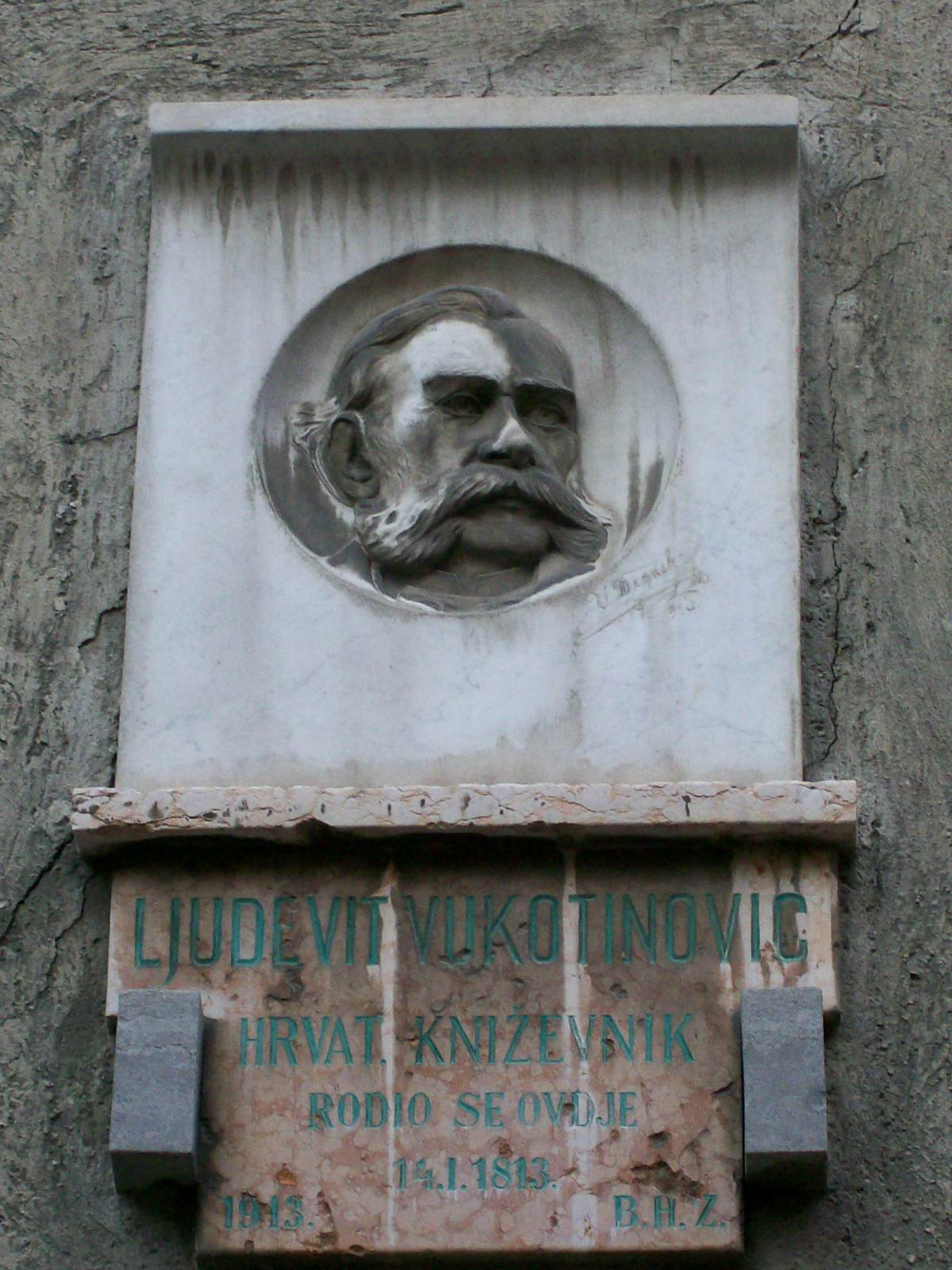
Emléktáblája a szülőháza falán

Ősnemes család sarja. Szülővárosában és Nagykanizsán tanult, a filozófiát Szombathelyen, a jogot Zágrábban és Pozsonyban végezte. 1836-ban az ügyvédvizsgát kiállván, még abban az évben Belovár-Kőrös vármegye tiszteletbeli aljegyzője lett, 1840-48-ban Moslavinában főszolgabíró. 1848-ban mint százados, majd mint őrnagy vett részt a hadmozgalmakban. 1852-ben szolgabírói állását ismét elfoglalta, de nemsokára Kőrös vármegye törvényszéki elnökének nevezték ki; 1853-ban vármegyéje meg a törvényszék feloszlattatván, Vukotinović nem akart a Bach-rendszernek szolgálni és 1853-60-ban Zágrábban a horvát nemzeti múzeum alapításának s a horvát és szlavón gazdasági egyesületnek szentelte magát. Amannak teremtője, több éven át őre és haláláig hűséges gondozója, emennek 1855-57-ben titkára és szerkesztője volt. 1860-ban Kőrös vármegye főispánja lett 1867. március 8-ig. Ekkor a magánéletbe vonult és a természettudományokkal, gazdasági, gyümölcsészeti és szőlészeti tanulmányokkal foglalatoskodott. Legnevezetesebb működését a botanika terén fejtette ki. Horvátországot, Kitaibel Pál után, Josip Kalasancij Schlosserrel (1808–1882) együtt minden irányban átkutatta és a növényzetét Flora Croatica című hatalmas latin nyelvű művében ismertette. De emellett a politikai életbe is tetemesen befolyt és mint képviselő és államférfiú a horvát nép történetében korszakot nyitott. Irodalmi működése nagyon sok téren jelentkezik. Eleinte szépirodalmi cikkeket írt és dalait még ma is kedvelik. Életrajzát fotográfiájával az Österr. Botan. Zeitschrift közölte. (1879).